# سوفیا (خواننده)
سوفیا ربکا هیلدگارد برنتسون (زادهٔ ۴ اوت ۱۹۷۹ در استکهلم، سوئد)، با نام حرفه‌ای سوفیا، خواننده سوئدی است که اغلب به زبان یونانی می‌خواند. او از سال ۲۰۰۷ سه تک‌آهنگ منتشر کرده است و دو بار در سال ۲۰۰۷ و اخیراً در سال ۲۰۰۹ در روند انتخاب آهنگ سوئدی برای مسابقه آهنگ یوروویژن، ملودی‌فستیوالن شرکت کرده است. سوفیا در سال ۱۹۷۹ در استکهلم سوئد به دنیا آمد. تا حدود شانزده سالگی، او هر تابستان در تعطیلات از یونان بازدید می‌کرد و در حالی که عمدتاً در آتن مستقر بود، در این کشور تور می‌کرد. او اظهار داشت که پس از دوستی با الکساندروس پاپاکونستانتینو، موسیقیدان یونانی، عاشق این کشور و موسیقی و فرهنگ آن شد.

## آهنگ‌شناسی
- ۲۰۰۷: "هیپنوتیزم شده"

1. «هیپنوتیزم شده» (نسخه رادیویی) – ۳:۱۷
2. «مشاهدات مشکوک» – ۳:۱۶
3. «هیپنوتیزم» (ریمیکس اسکار هولتر) – ۲:۴۲
4. «هیپنوتیزم» (کارائوکه میکس) – ۳:۱۳

- ۲۰۰۹: " آلا " (دیگر)

1. "Alla" (رادیو میکس) – ۳:۰۰
2. "آلا" (ریمیکس اسکار هولتر) – ۴:۳۰